# Gorlice (gmina)
Gorlice est une gmina rurale du powiat de Gorlice, Petite-Pologne, dans le sud de la Pologne. Son siège est la ville de Gorlice, bien qu'elle ne fasse pas partie du territoire de la gmina.
La gmina couvre une superficie de 103,43 km2 pour une population de 16 179 habitants.

## Géographie
La gmina inclut les villages de Bielanka, Bystra, Dominikowice, Klęczany, Kobylanka, Kwiatonowice, Stróżówka, Szymbark et Zagórzany.
La gmina borde la ville de Gorlice et les gminy de Biecz, Grybów, Lipinki, Łużna, Moszczenica, Ropa, Sękowa et Uście Gorlickie.